# Brzeziny (powiat chełmski)
Brzeziny (dawn. Brzeziny Mogielnica) – kolonia w Polsce położona w województwie lubelskim, w powiecie chełmskim, w gminie Siedliszcze.
W latach 1975–1998 miejscowość należała administracyjnie do województwa chełmskiego. 
Wieś jest sołectwem w gminie Siedliszcze. Według Narodowego Spisu Powszechnego (III 2011 r.) liczyła 219 mieszkańców i była jedenastą co do wielkości miejscowością gminy.

## Historia
Brzeziny dawniej „Brzeziny Mogielnickie”. Występują na mapie województwa lubelskiego z 1826 r. W roku 1827 pełna nazwa wsi brzmiała Brzeziny Mogielnickie. Po raz kolejny nazwa Brzeziny pojawiła się w 1839 roku. Słownik geograficzny Królestwa Polskiego z roku 1880 wymienia Brzeziny jako wieś w powiecie chełmskim, gminie Siedliszcze i parafii rzymskokatolickiej w Pawłowie dla ludności rusińskiej parafia była w Siedliszczach. W 1827 r. było tu 7 domów zamieszkałych przez 36 mieszkańców. Według spisu powszechnego z roku 1921 we wsi mieszkało 137 osób, w tym 62 mężczyzn i 71 kobiet, 11 osób umiało czytać i pisać, 93 osoby było wyznania rzymskokatolickiego, 32 mieszkańców było wyznania ewangelickiego, a 12 osób prawosławnego, 105 osób na co dzień mówiło po polsku, a 32 osoby używały języka niemieckiego.

## Zabytki
- Zespół dworsko-folwarczny składający się z dworu murowanego z II połowy XIX w. przebudowany następnie po 1915 r. i w 1955 r.
- Park z XIX wieku.
- Dwa budynki gospodarcze murowane z początku XX w.[14]